# Девиер
Девиер (Дивиер) (порт. de Vieira — российский дворянский род португальского происхождения, графы (с 1726).
Род внесён в V часть родословной книги Воронежской и Харьковской губерний.

## Происхождение и история рода
Родоначальник — сын португальского еврея, генерал-аншеф Девиер, Антон Мануилович , женатый на сестре Меншикова. Графское достоинство было отнято у него (22 мая 1727), возвращено (14 февраля 1743).
Его сын, Пётр Антонович (1710—1773), был при императрице Елизавете Петровне генерал-поручиком и отличился в Семилетнюю войну. При Петре III, фаворитом которого он был, получил чин генерал-аншефа.
Один из его сыновей — секунд-майор Борис Петрович (1754—?) — за насилие и вымогательство, причинившие смерть доктору Гезе, лишён графского и дворянского титула и сослан на каторжные работы в Нерчинск без срока (1798).
Более 30 лет продолжалось в Сенате и Синоде дело о троежёнстве подполковника графа Михаила Петровича Девиера и происшедшем от незаконных браков его потомств, которые присвоили себе фамилию Девиеров и графское их достоинство. Дети графа Михаила Петровича от 2-го и 3-го браков были признаны незаконными (1832).
Дмитрий Борисович Девиер (1785—1836), женатый на Клеопатре Васильевне Лосевой, был Валуйским уездным предводителем дворянства и камергером.

## Описание герба
Щит рассечён двумя перпендикулярами на четыре части и в середине заключает особый малый щиток, увенчанный графскою короною. В щитке этом, имеющем зелёное поле, изображён одноглавый орёл, держащий в правой лапе скипетр, а в левой державу. Из четырёх частей главного деления в первой и четвёртой в красном поле помещено по одной серебряной башне, а во второй и третьей частях в лазоревом поле повторяются стоящие львы.
Гербовый щит увенчан дворянским шлемом с графскою короною. Намёт справа красный с серебром; слева — лазоревый с золотом. Герб рода графов Дивиер внесён в Часть 6 Общего гербовника дворянских родов Всероссийской империи, стр. 3.